# Halmelampi
Halmelampi eller Halmetlampi är en sjö i Finland. Den ligger i kommunen Haapavesi i landskapet Norra Österbotten, i den centrala delen av landet, 400 km norr om huvudstaden Helsingfors. Halmelampi ligger 122 meter över havet. Arean är 18,6 hektar och strandlinjen är 1,95 kilometer lång. Sjön  ingår i Pyhäjoki älvs huvudavrinningsområde.   I omgivningarna runt Halmelampi växer i huvudsak blandskog.